# Кулешов, Евгений Иванович
Евге́ний Ива́нович Кулешо́в (28 сентября 1927, Тула, СССР) — советский футболист. Защитник.

## Карьера
Воспитанник юношеской команды «Торпедо» Москва. За свою карьеру выступал в московских командах «Торпедо», «Спартак», «Локомотив» и за Спартак из Калинина.